# Datation
 (décembre 2023).
Si vous disposez d'ouvrages ou d'articles de référence ou si vous connaissez des sites web de qualité traitant du thème abordé ici, merci de compléter l'article en donnant les références utiles à sa vérifiabilité et en les liant à la section « Notes et références ».
La datation est l'attribution d'une date. Ce terme peut donc s’appliquer à un événement ou à un objet : document, fossile, couche géologique ou encore niveau archéologique. Il désigne globalement la démarche, scientifique ou non, qui consiste à déterminer le temps absolu de cet événement ou de cet objet, et par voie de conséquence l’intervalle de temps relatif séparant l’élément daté du temps du chercheur ou plus généralement du locuteur.
On parle de « datation absolue » lorsque la datation mise en œuvre aboutit à un résultat chiffré exprimé en unité de temps (années, secondes, etc.). Par opposition, l’expression « datation relative » désigne la démarche qui consiste à déterminer l'ordre chronologique d'événements ou d'objets du passé, sans connaître leurs âges réels. Une confusion est parfois faite entre les deux, lorsque dans le cadre d'une datation relative, la chronologie s'étend jusqu'au présent — ainsi, les « âges » des périodes définies par datation relative en stratigraphie sont souvent pris pour argent comptant, bien qu'ils n'aient de sens que comme des intervalles de temps circonscrits définis par rapport à tous les autres.
Toute datation est faite en référence à un point de repère temporel et devrait supposer sa définition ou son expression.

## Datation par les sources écrites
Elle concerne différentes époques historiques. Avant le milieu du XXe siècle, les sources écrites (textes, inscriptions, etc.) constituaient les principaux éléments de datation à la disposition des historiens pour effectuer la datation des événements historiques, avec les risques d’imprécisions et d’erreur que cela comporte.

## Datation relative
Avant le développement des méthodes de datation absolues, l’âge des événements préhistoriques (ou des événements historiques pour lesquels aucune source écrite n’était disponible) ne pouvait être établi que de manière relative : tel événement est plus ancien ou plus récent que tel autre.
La datation relative se base essentiellement sur les principes fondamentaux de la méthode stratigraphique, développée depuis le XVIIIe siècle, à savoir le principe de continuité (une même couche a le même âge sur toute son étendue) et le principe de superposition (une couche est plus récente que celle qu'elle recouvre). La biochronologie, basée sur l’étude du contenu paléontologique des couches géologiques, était une source importante d’informations pour établir l’âge relatif de certains terrains.
Dans le domaine biologique, les radiations évolutives sont datées par des mesures de différenciation génétiques.

## Datation absolue
La datation absolue est souvent restreinte à la radiochronologie, mais il existe d'autres méthodes qualifiables d'absolues telles que la dendrochronologie (pour les périodes relativement récentes) ou l'archéomagnétisme ; la précision et le panel de durées couverts par les méthodes isotopiques sont à ce jour sans équivalents.
Au milieu du XXe siècle, la découverte de la méthode de datation par le carbone 14 par Willard Frank Libby a révolutionné l’archéologie. Pour la première fois, en déterminant la quantité de carbone radioactif disparue depuis leur mort, il est possible de donner une estimation chiffrée de l’âge de matériaux organiques. Cependant, l'idée de la datation absolue est plus ancienne : les premiers découvreurs de la radioactivité, parmi lesquels Pierre et Marie Curie et Ernest Rutherford, avaient déjà eu l'idée d'utiliser le « chronomètre radioactif » pour calculer des âges géologiques. Le réel développement de cette technique s'est fait en même temps que les appareillages de comptage et de détection de l'activité radioactive sont apparus et se sont perfectionnés.
La méthode absolue, très diverse dans ses techniques, va surtout ouvrir la voie à d’autres découvertes après les premiers pas de Libby. Les progrès sont également basés sur des phénomènes physiques, qui élargiront considérablement le champ des matériaux (silex chauffé, cendre volcanique, émail dentaire, etc.) et des événements datables. Ces méthodes ont eu un impact très important dans de nombreux champs disciplinaires où l'âge est un élément primordial de la connaissance scientifique (archéologie, paléontologie, géologie, etc.).

## Repère temporel
Différents repères temporels sont ou ont été utilisés comme temps t0, point de départ d'une datation, donnant lieu à différentes expressions :
- celui du calendrier holocène (H.E.) ;
- l'Anno Mundi (A.M.), dans différentes déclinaisons (juive, franc-maçonne...) ;
- le repère (principal) du calendrier chinois traditionnel est -2697 (naissance de l'Empereur Jaune) ;
- l'Ab urbe condita (A.U.C.) : de la fondation de Rome (-753) ;
- l'Anno Domini, A.D., en latin puis en anglais : année de la naissance (théorique) du Christ, c'est aujourd'hui la référence implicite (et plus ou moins universelle) des dates postérieures ; elle est la référence explicite des notations avant Jésus-Christ (av. J.-C. ; en anglais Before Christ, B.C.) et après Jésus-Christ (ap(r). J.-C.) ;
- l'Avant l'ère commune (A.E.C. ; en anglais Before Common Era, B.C.E.) et de l'ère commune (E.C. ; Common Era, C.E.) : de même signification, mais religieusement neutre ;
- de même signification encore, le signe – [moins] est la représentation internationale suggérée par la norme ISO 8601 pour les années antérieures à l'ère commune. Le signe +, rarement utilisé, devrait alors indiquer l'ère commune ;
- l'année de l'Hégire (A.H. ; Anno Hegirae en latin) (622) ;
- le calendrier républicain fixait le début de « l'ère des Français » au 22 septembre 1792 ;
- le « présent » fixé arbitrairement au 1er janvier 1950 (A.P. ou AP : avant le présent, en anglais B.P. ou BP : Before Present) est utilisé par diverses sciences comme la géologie. Contrairement à toutes les notations précédentes, seules les dates antérieures sont usitées ;
- en géologie, « l'actuel » est parfois utilisé en référence à « l'époque contemporaine ». Ce repère est mobile dans le temps, mais à l'échelle géologique, son incertitude est sans conséquence.

Les Anglo-saxons utilisent également :
- Après le développement de l'agriculture (en) (A.D.A.) ;
- years ago (ya).

Les calendriers mésoaméricains sont cycliques et n'utilisent donc pas de repère temporel absolu (voir : Calendrier maya). Il en va de même du calendrier hindou, qui découpe le temps en quatre ères différentes.
Seuls certains systèmes de datation spécifiques utilisent une année zéro, absente de l'usage courant et de celui des historiens.